# Rencontres du film court Madagascar

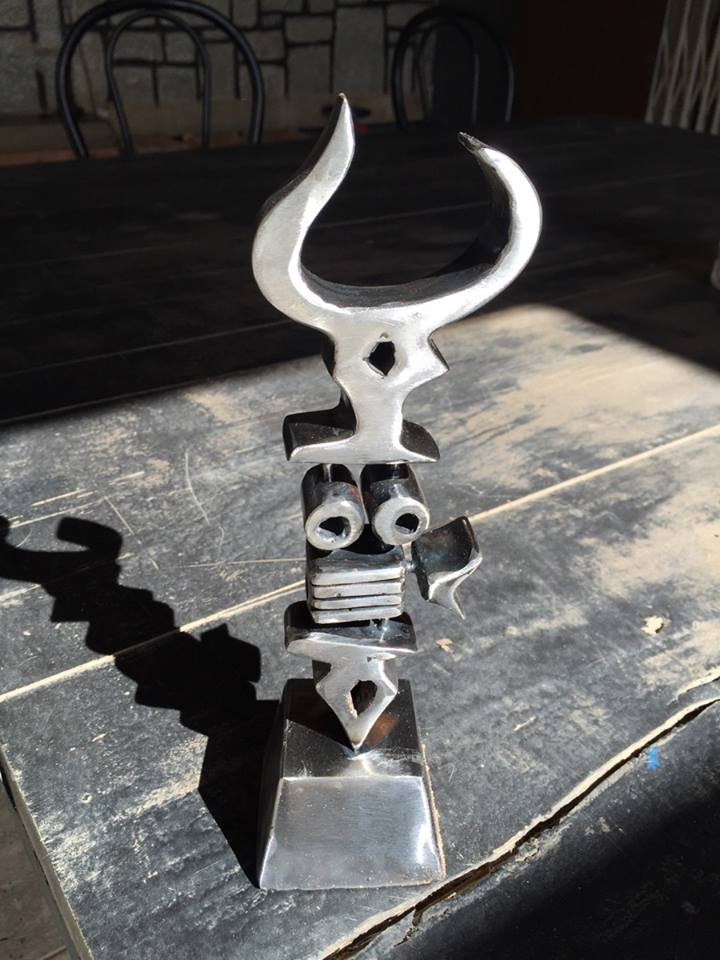
Le Zébu d'or décerné lors des (2015).

Les Rencontres du Film Court Madagasikara (autrefois Rencontres du film court Madagascar), également appelées RFC, sont l'unique festival de cinéma à Madagascar,,,,.

## Historique
Le Festival a été fondé en 2006 par Laza, cinéaste et producteur malgache. Il est organisé conjointement par l'Association Rencontres du Film Court, l'Institut Français de Madagascar et Rozifilms. Il se tient chaque année à Antananarivo, la capitale de Madagascar.
Depuis 2017, RFC On Tour a été rajouté au programme. Il s'agit de faire découvrir des films malgaches dans d'autres localités du pays et de soutenir les scénaristes, les cinéastes et les producteurs.
En 2013, le festival a accueilli environ 13 000 visiteurs et il ne cesse de se développer. Au cours de la 13e édition des RFC, le nombre de festivaliers est estimé à 25 000.

## Objectif et lieux de réunion
En plus d'offrir des projections gratuites au public, l'objectif principal du festival est de tenir le rôle d'école de cinéma, inexistante dans le pays. Il vise également à fournir des connaissances en cinématographie aux aspirants cinéastes. D'ailleurs, à chaque édition, plusieurs conférences et ateliers sont organisés parallèlement aux projections.
Comme il n'y a pas de salles de cinéma dans tout Madagascar, les projections des RFC se passent principalement à l'Institut Français de Madagascar. D'autres projections ont lieu en plein air ou à l'IKMalagasy, le Centre Culturel Malagasy (Ivon-toeran'ny Kolontsaina Malagasy, Antsahavola, Antana(narivo)),
.

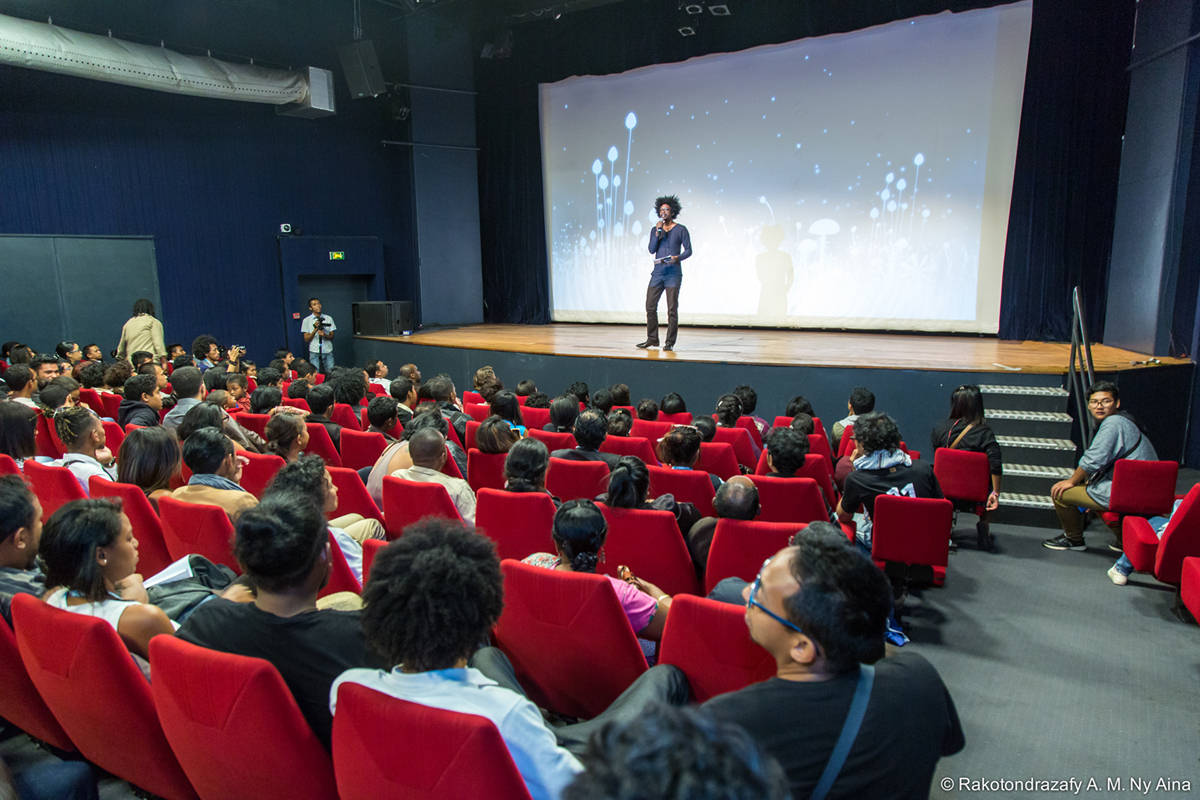
Laza, directeur des Rencontres du Film Court Madagascar, accueille le public à la projection d'une des compétitions officielles à l'Institut Français de Madagascar (RFC 11), 2016.
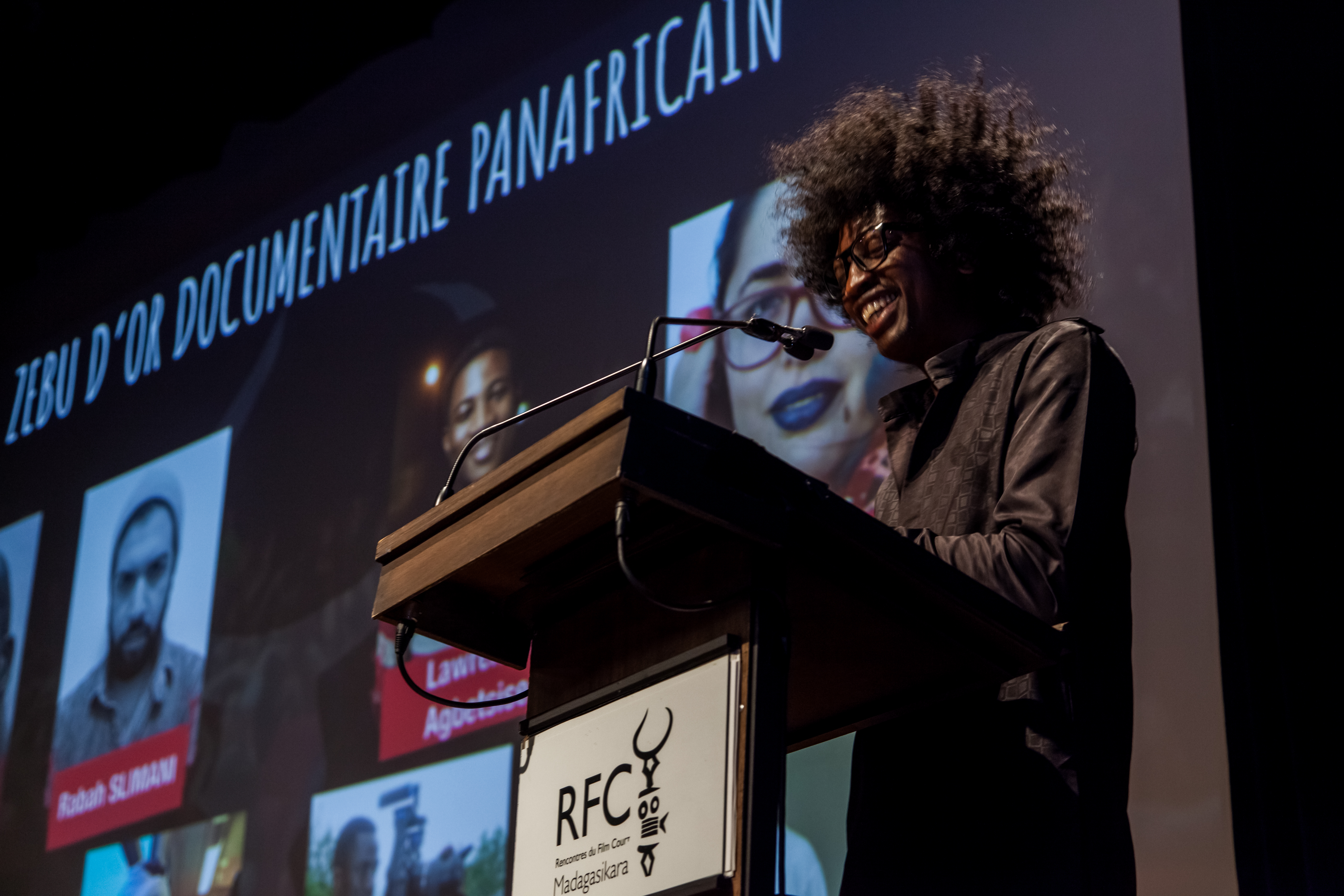
Laza lors de son discours d'ouverture de la treizième édition du festival, 2018.

## Programmation
Pendant neuf jours, environ 350 films sont projetés durant 30 séances différentes. En plus de nombreuses projections, trois projections de films en compétition officielle se tiennent.
- Compétition officielle Fiction - Courts-métrages de réalisateurs malgaches
- Compétition officielle Documentaire - Courts-métrages documentaires de réalisateurs malgaches
- Compétition officielle Animation panafricaine - Courts-métrages d'animation de réalisateurs africains[7],[8],[10]

## Prix
Le prix décerné aux lauréats des RFC est appelé Zébu d'Or.
Un prix est remis au gagnant d'une catégorie de Compétition Officielle (fiction, documentaire, animation).
Un quatrième Zébu d'or supplémentaire est attribué au gagnant de la catégorie « Choix du public »,.